# Carchariacephalus cohici
Carchariacephalus cohici är en insektsart som beskrevs av Evans 1974. Carchariacephalus cohici ingår i släktet Carchariacephalus och familjen dvärgstritar. Inga underarter finns listade i Catalogue of Life.